# Oddgeir Stephensen (teaterdirektør)
 Der er flere personer med dette navn, se Oddgeir Stephensen.
Oddgeir Stephensen (14. april 1860 – 4. april 1913) var en dansk skuespiller og teaterdirektør, bror til Bjørn Stephensen.
Han var søn af Oddgeir Stephensen og hustru. 18. januar 1880 debuterede han på Det Kongelige Teater som tjeneren Justin i Honoré de Balzacs Mercadet. Han var på teatret indtil juni 1884 og havde roller i Ludvig Holbergs Barselstuen, Den pantsatte Bondedreng, Den Vægelsindede, Jean de France, Abracadabra og i operaen Den hvide Dame. Hans indsats på scenen lå på det gennemsnitlige. Han spillede med noget held Skalholt i Henrik Hertz' Besøget i Kjøbenhavn, hvor hans islandske afstamning kom ham til hjælp i dialekten, og han fik en enkelt gang lejlighed til at vise sig i besiddelse af en fyldig basstemme.
På Casino erhvervede han sig efter sin bortgang fra Det Kgl. Teater et større repertoire, indtil han forlagde sin virkekreds til provinsen, hvor han i adskillige år var en driftig direktør for omrejsende selskaber. Han forpagtede Aalborg Teater 1896-1900 fra Julius Petersen. 1897 blev han den første direktør for det genåbnede Svendborg Teater.
Han var far til Gudrun Stephensen.